# كلية العودة الجامعية
كلية العودة الجامعية، مؤسسة أكاديمية فلسطينية، أسست عام 2008 في غزة، تُعنى بالعلوم الأمنية والاستراتيجية وتقدم تأهيلا مهنيا في القانون والعلوم الامنية.

## عن الكلية
أسست في مدينة غزة عام 2008 بهدف تقديم تأهيل مهني في القانون والعلوم الأمنية، ويتخرج منها الطلبة بدرجة البكالوريوس في كل من القانون والعلوم الأمنية، والدبلوم المتوسط في العلو الأمنية، وشهاداتها معترف بها من طرف وزارة التربية والتعليم العالي الفلسطينية. وقد التحق بالكلية منذ تأسيسها وحتى العام 2020 ما يزيد عن 4500 طالبة وطالب، وتخرج منها نحو 2500 خريجاً وخريجةً؛ أسهموا بفاعلية في خدمة المجتمع من خلال مواقعهم الوظيفية.
وتدير الكلية أعمالها من خلال مقرين تعليميين، الأول في غزة وهو الرئيس، والآخر في مدينة خانيونس.